# Oscar Hernandez (músico)
Oscar Hernandez (Manhattan, Nueva York; 22 de marzo de 1954) es un músico puertorriqueño, arreglista musical y productor, principalmente del género salsa.

## Biografía
La familia de Oscar Hernandez había emigrado de Puerto Rico a los Estados Unidos en la década de 1940, en el ghetto del sur del Bronx densamente poblada por latinos en Nueva York.
Asistió a los clubes donde tocaban Ray Barretto, Eddie Palmieri y Richie Ray. Después de la trágica muerte de un hermano de una sobredosis de drogas, abandonó el ghetto. En 1966, empezó a tocar trompeta. Dos años después de que alguien le dio a su hermano un piano y aprendió a tocarlo.
Oscar Hernandez comenzó a tocar en algunas bandas locales. En 1972, tocó con Ismael Miranda y luego con Ray Barretto y los músicos de jazz Charlie Parker y Dizzy Gillespie. Después de seis años con Barretto, se unió al grupo de Rubén Blades.
Hernandez ingresó a la Universidad de la Ciudad de Nueva York, donde obtuvo una Licenciatura en música. Hernandez ha tocado con Tito Puente, Celia Cruz, Julio Iglesias, Juan Luis Guerra, Willie Colón, Oscar D'Leon ... También produjo discos para Rubén Blades, Willie Colon, Daniel Ponce, Rafael Dejesus, Eddie Torres y Phil Hernández.
Hernandez fundó y dirigió la Spanish Harlem Orchestra después de conocer a Erin Levinson, un productor de música bajo contrato con Warner Bros. La banda recibió un Grammy en 2002 por "Mejor Álbum de Salsa", un premio Billboard en 2003 por "Álbum de Salsa del Año" en 2005 y un Grammy por "Mejor Álbum de Salsa".

## Otras versiones
Otras versiones fueron realizadas por:
- Africando "Balboa", "De Salsa de Gombo"
- Alfredo "Chocolate" Armenteros
- Roberto Torres y Alfredo "Chocolate" Armenteros
- Ray Barretto "Fuerza Gigante", "Rican/Struction"
- Rubén Blades "Agua de Luna" "Buscando America" "Caminando" "Escenas"
- Richie Cabo "Paisaje" -
- Carabali "Vol. 1 et 2"
- Conjunto Libre
- Rafaël De Jesús
- Linda Eder
- Flex "Flex Y La Rumba"
- 4 Guys Named Jose
- Grupo Folklórico Experimental
- Juan Luis Guerra
- Illegales
- Earl Klugh
- Steve Kroon
- Latin Broadway
- Latin Jazz Highlights
- Ricardo Lemvo y Máquina Loca
- Ivan Lins
- Kirsty MacColl
- Ismael Miranda
- Luis "Perico" Ortiz
- Johnny Pacheco "Sima"
- Daniel Ponce "Chango Te"
- Domingo Quiñones
- Pete "El Conde" Rodriguez
- Tito Rodriguez
- Mongo Santamaria
- Seis Del Solar (grupo que acompaña a Rubén Blades)
- Paul Frederic Simon
- James Taylor
- The Bronx Horns
- Eddie Torres
- Dave Valentin
- Orlando "Watussi"

- Datos: Q3356992